# Bătălia de la Margus
Bătălia de la Margus a avut loc în martie 285, în apropiere de Margus, azi  Požarevac, în Republica Serbia, pe malurile râului Margus, actuala Velika Morava. În bătălie au fost opuse armatele împăraților romani rivali Dioclețian și Carinus.

## Contextul istoric
În 282, când împăratul Carus a acces la putere, și-a ridicat pe cei doi fii ai săi, Carinus și Numerian, la demnitatea de caesar. La moartea lui Carus (25 decembrie 283), Carinus, desemnat de tatăl său drept succesor, a devenit împărat. Dar Numerian, proclamat împărat de soldații armatei din Răsărit, a primit sprijinul lui Dioclețian, șeful gărzii imperiale.
În 284, Numerian, poate otrăvit, a fost găsit mort de către generalii săi. Dioclețian a fost, la rândul său, aclamat drept împărat de către armata din Răsărit. Imediat, a început războiul dintre Carinus și Dioclețian.
În Italia de Nord, Julianus din Pannonia fusese și el, la rândul său, proclamat împărat de către soldații săi. Carinus a mers contra lui și l-a învins, la începutul anului 285, în apropiere de Verona. Apoi a mers contra lui Dioclețian.

## Bătălia
Carinus a întâlnit trupele lui Domițian nu departe de Viminacium, capitala provinciei Moesia Superior, lângă râul Margus, în proximitatea orașului cu același nume, astăzi Požarevac.
Potrivit istoricului roman Aurelius Victor, ostil lui Carinus, împăratul a repurtat victoria, însă a fost asasinat de unul dintre ofițerii săi, căruia împăratul îi sedusese soția. Istoricul Eutropius afirmă, la rândul său, că împăratul Carinus a fost, pur și simplu, abandonat de soldații săi: se știe că Dioclețian l-a menținut în funcția sa pe Prefectul Pretoriului lui Carinus, Consulul Aurelius Aristobulus · . Această menținere ar putea să recompenseze o trădare, întrucât nu doar că Aristobulus și-a păstrat consulatul și Prefectura Pretoriului, dar a devenit și Proconsul al Provinciei Africa și Prefect al Orașului.

### Izvoare antice
- Aurelius Victor, Liber de Caesaribus
- Eutropius, Breviarium ab urbe condita

### Izvoare moderne
- A.H.M. Jones, J.R. Martindale, și J. Morris, „Carinus”, The Prosopography of the Later Roman Empire Vol. I, Cambridge, 1971.
- T.D. Barnes, Constantine and Eusebius, Harvard University Press, 1981, p. 5.
- William Leadbetter, "Carinus (283-285 A.D.)", De Imperatoribus Romanis